# Lewa ręka ciemności
Lewa ręka ciemności (tyt. oryg. The Left Hand of Darkness) – wydana w 1969 roku powieść fantastyczna autorstwa Ursuli K. Le Guin rozgrywająca się w świecie Ekumeny. Powieść zawiera liczne wątki religijne, w tym – podobnie jak Czarnoksiężnik z Archipelagu – nawiązania do taoizmu. Po polsku wydana po raz pierwszy przez Wydawnictwo Literackie w 1988 w ramach serii „Fantastyka i Groza”, w tłumaczeniu Lecha Jęczmyka (ISBN 83-08-01879-3).

## Świat przedstawiony
Akcja powieści rozgrywa się na planecie Gethen, zwanej Zimą, w państwach Karhid i Orgoreyn. Mieszkańcy tej planety, zwani Getheńczykami, pomimo wielkiego podobieństwa do ludzi, są hermafrodytami. Ich płciowość objawia się wyłącznie w okresie tzw. kemmeru, czyli okresu godowego, który przechodzą co 26 dni. Łączą się wtedy w pary, a u kochanków wykształcają się drugorzędowe cechy płciowe, nadając im seksualność kobiety bądź mężczyzny. Płeć w okresie kemmeru nie jest uwarunkowana – każdy Getheńczyk może stać się zarówno kobietą, jak mężczyzną.
Termin kemmer oznacza zarówno same zmiany hormonalne zachodzące w fizjologii, jak i rytuał dobierania się w pary. Kochankowie określani są mianem kemmeringów. Mogą tworzyć latami stałe pary, ale nie jest to obowiązująca norma społeczna na Gethen. Ta specyficzna zmiennopłciowość determinuje całą kulturę planety.

## Fabuła
Powieść jest dziennikiem pierwszego wysłannika Ekumeny na Gethen, mobila Genly'ego Ai, który zostaje wplątany w skomplikowane intrygi pałacowe i pomimo braku zrozumienia zawiłości tutejszej polityki próbuje za wszelką cenę doprowadzić do włączenia planety Gethen do Ekumeny.

## Nagrody
Autorka otrzymała za powieść nagrody: Nebula (1969) oraz Hugo (1970). Po latach, w 1995 roku, została nagrodzona retrospektywną Nagrodą Jamesa Tiptree Jr..
W 1987 roku w głosowaniu czytelników czasopisma Locus na najlepszą powieść science fiction wszech czasów zajęła 2. miejsce.